# Cal Claret (Sallent)
Cal Claret és un habitatge a la vila de Sallent (Bages) protegit com a bé cultural d'interès local. Casa de planta baixa i dos pisos, amb façana totalment de pedra picada, i amb dos portals adovellats. El de la dreta dona accés als magatzems i cellers. El de l'esquerra dona accés a una escala que condueix al primer pis. L'escala és il·luminada per una llanterna. Al segon pis s'hi arriba per l'interior del primer. La distribució interior pràcticament no ha variat de l'original.
La família Claret està documentada en el segle xvii, disposaven d'un ric patrimoni territorial que perderen. Actualment viuen a Barcelona i només hi viuen alguns caps de setmana i per les vacances. En aquesta casa sojornà entre el 28 de maig i el 14 de setembre del 1812 el Comptador i el Tresorer de la Junta Suprema de Catalunya, quan aquest s'instal·la a la vila de Sallent.